# 안디잔 학살

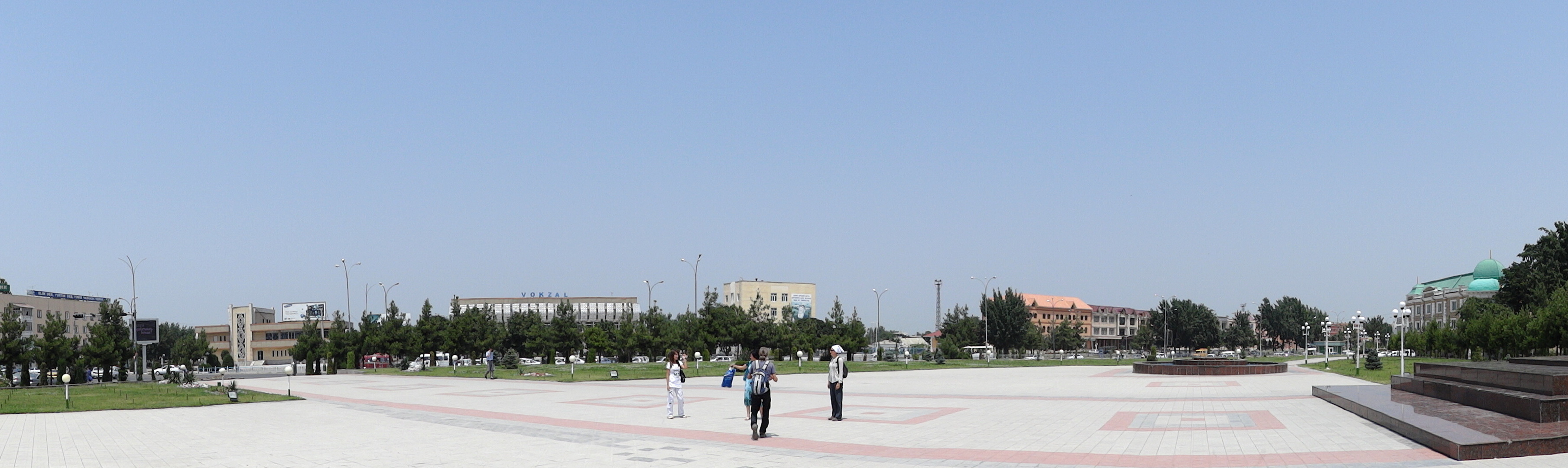

안디잔 학살(우즈베크어: Andijon voqeasi)는 2005년 우즈베키스탄의 안디잔에서 있었던 민주화 시위 사건이었다.

## 개요
2005년 5월 13일, 시민들은 안디잔 시의 형무소를 습격했다. 그들은 독재에 반대하는 반정부 인사들을 석방시키고 민주화를 요구하며 시위를 일으켰다. 또한 전 우즈베키스탄 대통령이자 독재자인 이슬람 카리모프의 퇴진을 요구하는 민주화 시위도 일어났다. 그러자 정부는 시위대에게 총을 쐈고 이 과정에서 많은 사람들이 사망했다. 하지만 우즈베키스탄 당국에서 자세한 경위를 공포하지 않았고, 세계 각지에서는 인권 문제와 관련하여 관심을 갖게 되었다.

## 사건 후
미국등 서구 세계에서는 안디잔의 시위의 진압에 대해 항의를 했고 같은 해 11월 우즈베키스탄 내의 미군들이 철수하였다.

## 같이 보기
- 이슬람 카리모프